# 666 (getal)
Het getal 666 is een natuurlijk getal, volgend op 665 en voorafgaand aan 667.

## Wiskundige eigenschappen van het getal
- 666 is een overvloedig getal. Het is kleiner dan de som van de delers 1+2+3+6+9+18+37+74+111+222+333=816.
- 666 is de som van de kwadraten van de eerste zeven priemgetallen: 2²+3²+5²+7²+11²+13²+17².
- 666 kan ook geschreven worden als 1³+2³+3³+4³+5³+6³+5³+4³+3³+2³+1³.
- Aangezien 36 zowel een kwadraat als een driehoeksgetal is, is 666 het zesde getal van de vorm {\displaystyle n^{2}(n^{2}+1)/2} (met {\displaystyle n=6}), daarmee zelf ook een driehoeksgetal. Daarnaast is 666 het achtste getal van de vorm {\displaystyle n(n+1)(n^{2}+n+2)/8}.
- 666 is een niettotiënt-getal, wat betekent dat er geen positief natuurlijk getal n bestaat waarvan bereik van Eulers totiëntfunctie φ(n) = 666 is, zie Indicator (getaltheorie).
- Het harmonisch gemiddelde ({\displaystyle {\bar {x}}_{\mathrm {harm} }={\frac {n}{\sum _{i=1}^{n}{\frac {1}{x_{i}}}}}}) van de decimale cijfers van 666 is een geheel getal: {\displaystyle {\frac {3}{{\tfrac {1}{6}}+{\tfrac {1}{6}}+{\tfrac {1}{6}}}}=6}. Overigens is 666 het 54e getal met deze eigenschap.
- In het tientallig stelsel is 666 zowel een palindroomgetal, een repdigit en een Smithgetal.
- Een priem reciproke magisch vierkant (een magisch vierkant gevuld met de reciproke van de inverse van een priemgetal) heeft een magisch totaal van 666 voor het priemgetal 149 (in het tientallig stelsel).

## Andere eigenschappen
- De Openbaring van Johannes noemt 666 als het getal van het Beest, zie ook Antichrist.
- 666 is het poortnummer dat gebruikt wordt door het computerspel Doom wanneer tegen een andere speler wordt gespeeld.
- In de Verenigde Staten is 666 de merknaam van een hoestdrank.
- 666 is de bijnaam voor lindaan of hexachloorcyclohexaan, een krachtige insecticide. De chemische formule is C6H6Cl6.
- De eerste computer van Apple werd verkocht voor een prijs van $666,66.
- 666 is de som van de eerste 36 natuurlijke getallen (1 + 2 + ... + 36 = 666). De getallen op een normaal roulettewiel tellen dus op tot 666.
- In Romeinse cijfers wordt het getal 666 gevormd door alle mogelijke cijfers uitgezonderd de M (1000), achter elkaar te plaatsen van hoog naar laag, dus DCLXVI (D = 500, C = 100, L = 50, X = 10, V = 5, I = 1).
- Op dezelfde manier is 666 ook de waarde die je krijgt als je van alle huidige Japanse yenmunten één exemplaar neemt (500 + 100 + 50 + 10 + 5 + 1).